# أوزفالدو لوبيز
أوزفالدو لوبيز (بالفرنسية: Osvaldo Lopes)‏ (6 أبريل 1980 في فرنسا - ) هو لاعب كرة قدم فرنسي في مركز الوسط. لعب مع نادي بليموث أرجايل ونادي توركي يونايتد ونادي شاتورو ونادي فريجوس ونادي كورك سيتي ونادي مونبلييه ونادي كيترينغ تاون.

## وصلات خارجية
- أوزفالدو لوبيز على موقع قاعدة بيانات كرة القدم.إي يو (الإنجليزية)
- أوزفالدو لوبيز على موقع Soccerbase.com (لاعب) (الإنجليزية)